# Mariano García Remón
Mariano García Remón (Madrid, 30 de setembre del 1950) va ser un porter de futbol espanyol, i posteriorment entrenador. Va ser internacional amb la selecció espanyola.

## Palmarès
Jugant al Reial Madrid va guanyar:
- 6 Lligues (1971-1972, 1974-1975, 1975-1976, 1977-1978, 1978-1979, 1979-1980)
- 4 Copes del Rei (1974, 1975, 1980 i 1982)
- 2 Copes de la UEFA (1985 i 1986)